# Eugenia neogracilis
Eugenia neogracilis är en myrtenväxtart som beskrevs av Mazine och Marcos Sobral. Eugenia neogracilis ingår i släktet Eugenia och familjen myrtenväxter. Inga underarter finns listade i Catalogue of Life.